# León hispano

Estandarte del Reino de León, el mueble heráldico de este sirvió de inspiración para concebir al león hispano como símbolo de España.

El león hispano es la alegoría o personificación nacional zoomorfa de España junto al toro. 

## Historia

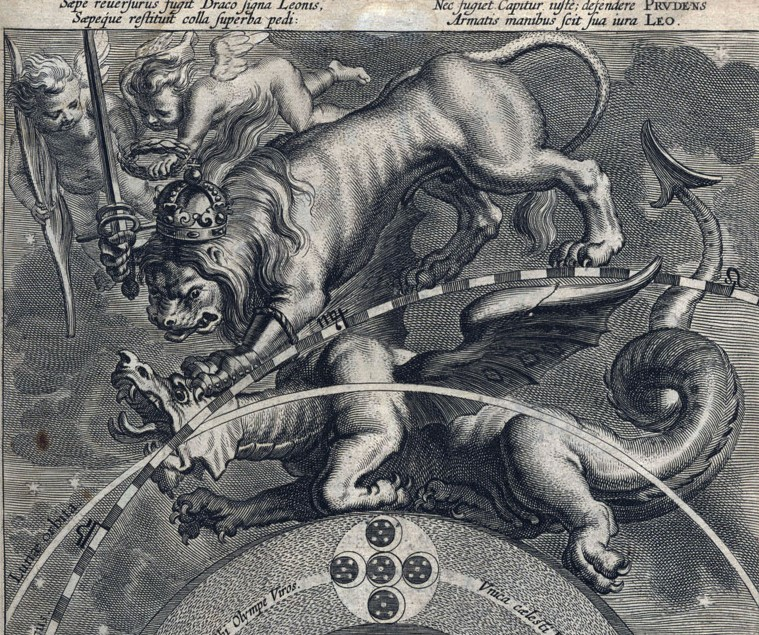
Detalle del frontispicio del libro Philippus Prudens (1639) de Juan Caramuel Lobkowitz. El león representa a España venciendo al dragón (Portugal).

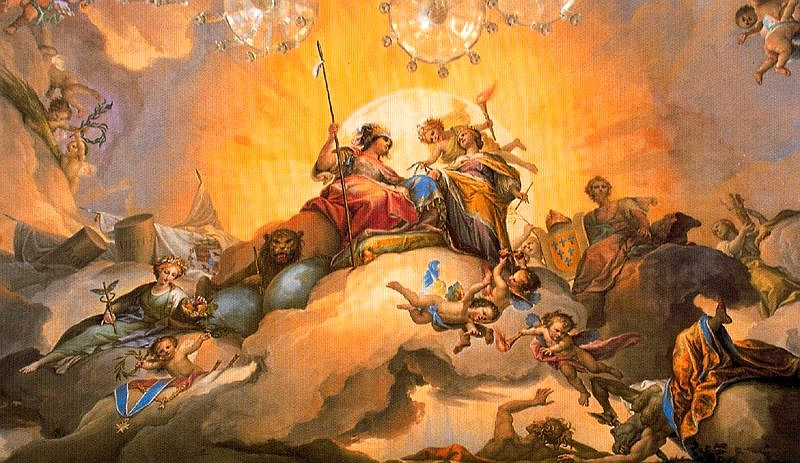
La feliz unión de España y Parma unidas impulsan las ciencias y las artes. El león hispano aparece junto a Hispania.

El origen del mueble heráldico viene de la ciudad de León en España. La ciudad surgió como un castrum llamado Legio, donde se acantonaba la legión romana VI Victrix, y que durante la Edad Media  el topónimo fue evolucionando hasta convertirse en León. El reino de Asturias, cuando avanzó durante la Reconquista hacia el sur y tomó la ciudad, decidió cambiar de nombre convirtiéndose en el reino de León; para ello crearon un mueble heráldico para el nuevo reino, por lo que se diseñó un león rampante en púrpura. No obstante hay constancia de que el rey visigodo Wamba y sus sucesores ya usaban un león de gules sobre ondas en azur. Para el Marqués de Avilés el león del Reino de León se basaría en las armas del escudo de Wamba. De ser cierto el mueble heráldico tendría su origen ya en el reino visigodo de Toledo en plena Alta Edad Media.
En el Renacimiento, en tiempos de Felipe II, una vez conquistada Portugal se representó alegóricamente a España como a un león victorioso ante el dragón (alegoría de Portugal) como se refleja en la portada del libro Philippus Prudens de Juan Caramuel Lobkowitz. Se consideró que Portugal se independizó ilegalmente del Reino de León siglos atrás, de ahí la importancia del simbolismo de la imagen del frontispicio del libro de Caramuel. 

El león es príncipe de las selvas, monarca de los fuertes, y emperador de todos los animales. No conoce el miedo, y por esta razón es símbolo perfecto de España, que con corazón bueno ampara con valor a todos sus súbditos.
Juan Caramuel.

También se vio representado junto a Hispania. En tiempos de los romanos los únicos atributos de Hispania eran una rama de olivo y un conejo, pero en el siglo XVIII ya se representaba a España o Hispania junto a un león como se puede apreciar en el fresco de Francisco Bayeu y Subías La feliz unión de España y Parma unidas impulsan las ciencias y las artes y un siglo más tarde se seguiría representando en la mayoría de ocasiones junto a Hispania en las obras artísticas que se hicieron de ella en el siglo XIX. 
También en el siglo XIX apareció en el reverso de las monedas de 1 céntimo, 5 céntimos y 10 céntimos de peseta. Al león que aparecía en los reversos de estas monedas los españoles de entonces lo llamaron sarcásticamente "perra", de hecho a las monedas de 5 céntimos la llamaban la "perra chica" y a la de 10 céntimos la "perra gorda". La alegoría de la Segunda República Española se basaba en Hispania, por tanto, la República y el león hispano casi siempre aparecían juntos. Al terminar la Guerra Civil Española, el dictador Francisco Franco decidió apartar al león de toda la simbología del régimen porque los vencedores lo asociaron como un símbolo de la República. Poco a poco fue cayendo en el olvido, tanto que en las últimas décadas del siglo XX el toro ha ido sustituyendo al león como personificación nacional de España.
| |
| Uno de los dos leones hispanos en el Congreso de los Diputados, llamados Daoíz y Velarde en honor a dos héroes de la Guerra de la Independencia. |

| |
| Detalle del Monumento a Agustina de Aragón (1908) de Mariano Benlliure en Zaragoza en el que el león hispano domina al águila imperial francesa. |

|                                                                                         |
| Una moneda de 10 céntimos de peseta con el león hispano (la perra gorda) del siglo XIX. |

|                                                        |
| Hispania junto al león hispano en la Puerta de Toledo. |

|                                                                  |
| Alegoría de la Segunda República Española junto al león hispano. |